# Бернгард, Август Рудольфович
Август Рудольфович Бернгард (1852—1908) — российский музыковед-теоретик, педагог; директор Санкт-Петербургской консерватории (в 1897—1905).

## Биография
Родился в Санкт-Петербурге 3 (15) января 1852 года, сын известного инженера-архитектора Р. Б. Бернгарда.
В 1870 году окончил классическую частную гимназию доктора Видемана, где учился с 1860 года. Затем учился на юридическом факультете Императорского Санкт-Петербургского университета, который оставил в 1872 году и поступил в Петербургскую консерваторию. Учился в классе специального фортепиано Р. Аменды (1872—1876), окончил класс теории композиции Н. А. Римского-Корсакова по специальности «практическое сочинение» (1876–1878). Был удостоен диплома на звание свободного художника и награждён малой серебряной медалью. Учился у И. К. Воячека (инструментовка), Ю. Иогансена (гармония, сольфеджио, контрапункт и форма, специальный контрапункт, канон и фуга), Г. А. Лароша (история музыки), Н. А. Римского-Корсакова (спец. инструментовка).
В 1878 году начал преподавать в консерватории; с 1883 года — старший преподаватель, с 1886 года — профессор 2-й степени, с 1905 года — профессор 1-й степени (класс гармонии и сольфеджио). Кроме этого, был инспектором (1884—1889). В 1897 году занял должность директора Петербургской консерватории.
Среди учеников Бернгарда по теории композиции — А. Я. Калнин. По свидетельству М. А. Бихтера, в 1894 году он учился у Бернгарда игре на фаготе.
Был награждён орденами Св. Анны 3-й степени (1888), Св. Станислава 2-й степени (1894), Св. Анны 2-й степени (1898), Св. Владимира 4-й степени (1902) и серебряной медалью «В память царствования Императора Александра III». В 1905 году был произведён в статские советники.
Во время революционных волнений 1905 года поддержал официальные власти: вызвал жандармов и полицию для подавления студенческой забастовки, из-за чего возник конфликт с группой ведущих профессоров консерватории (Н. А. Римским-Корсаковым, А. К. Глазуновым и др.) и был вынужден покинуть пост директора; ушёл в отпуск и уехал в Германию, где в Дрездене скончался 24 июня 1908 года.
Перевёл на русский язык «Практический учебник гармонии в пятидесяти четырех задачах для преподавания и самообучения» Л. Бусслера (СПб., 1885. — [2], 204, III с.); на немецкий язык для издательства «В. Бессель и Ko» — либретто опер А. С. Даргомыжского («Каменный гость»), Римского-Корсакова («Майская ночь», «Снегурочка», «Моцарт и Сальери», «Царская невеста», «Сказка о царе Салтане», «Сервилия», «Кащей Бессмертный»), П. И. Чайковского («Евгений Онегин», «Пиковая дама») и др., а также тексты романсов русских композиторов, в том числе около 30 романсов М. П. Мусоргского (в т. ч. «Ночь», «Озорник», «Классик», «Раёк», «Песня Мефистофеля в погребке Ауэрбаха», вокальные циклы «Детская», «Без солнца», «Песни и пляски смерти»), 20 романсов Ц. А. Кюи на сл. Ж. Ришпена.
Пожизненный действительный член Санкт-Петербургского отделения Императорского Русского музыкального общества (1903).